# Ersel
Ersel è una banca italiana fondata a Torino nel 1936 come Studio Giubergia Agenti di Cambio. È stata la prima società autorizzata da Banca d'Italia ad operare nel settore dei fondi comuni di investimento. A seguito della fusione, operativa dal 1º gennaio 2022, con Banca Albertini è una banca che opera principalmente nel settore della gestione patrimoniale

## Storia
Lo Studio Giubergia è stato costituito nel 1936 da Giuseppe Giubergia, alla fine della Seconda Guerra Mondiale il figlio Renzo Giubergia con il cognato Bruno Argentero prendono le redini dell'attività.
Nel 1976, quando Guido Giubergia al termine degli studi in economia, dopo un periodo di specializzazione negli Stati Uniti inizia a lavorare nello studio, nasce il primo nucleo di Ersel.
Nel 1980 è costituita Ersel Finanziaria Mobiliare S.p.A. con l'obiettivo di sviluppare le attività di gestione dei patrimoni, la partecipazione a consorzi di garanzia e il collocamento titoli.

### Il primo fondo d'investimento
Nel 1983 è costituita Sogersel, ora Ersel Asset Management SGR, prima società di gestione del risparmio autorizzata da Banca d'Italia ad operare in Italia e nel 1984 nasce il fondo comune Fondersel, tra i primi fondi comuni di investimento in Italia.
Da un accordo con la banca londinese Warburg Securities nasce nel 1992 Giubergia Warbug SIM, joint venture dedicata all'attività di intermediazione soprattutto per conto di banche e grandi finanziarie estere. Nel 2000 viene costituita Ersel Hedge SGR (ora Ersel Asset Management SGR), la seconda società autorizzata da Banca d'Italia ad operare nella gestione e nel collocamento di fondi speculativi.
Nel 2003 Ersel acquista e ristruttura Palazzo Ceriana e vi trasferisce la propria sede torinese.

### L’acquisizione di Online Sim
Nel 2004 Ersel acquisisce al 100% Online Sim specializzata nel collocamento di prodotti del risparmio gestito e prima SIM italiana (Società di Intermediazione Mobiliare) autorizzata dalla Consob ad operare nel mercato dei fondi online.

### Internazionalizzazione
Nell'agosto del 2010 Renzo Giubergia scompare all'età di 85 anni, la presidenza del gruppo passa quindi al figlio Guido. Nasce in quel periodo il progetto di ampliare l’offerta di Ersel con servizi bancari. Nel 2015 Ersel rileva Simon e Nomen, due storiche società fiduciarie torinesi.

### L’acquisizione di Banca Albertini
Nel novembre 2017 Ersel firma l'impegno per acquisire la Banca Albertini Syz, banca milanese fondata da Isidoro Albertini. L'operazione è perfezionata nell'estate del 2018 con Ersel che rileva il 64,3% appartenente al gruppo Syz. Il rimanente 35,7% continua ad essere detenuto da Alberto Albertini.
Nello stesso anno Ersel acquista un palazzo in Via Caradosso a Milano, da adibire a sede delle attività del gruppo nel capoluogo lombardo.
Il 1º gennaio 2022 si perfeziona la fusione di Ersel Sim e Banca Albertini; nasce Ersel SpA, la nuova banca capogruppo.
Attraverso la controllata Simon Fiduciaria S.p.A., Ersel è la più importante azionista di Mediaset dopo Fininvest.